# Gauri
Gauri – bogini hinduistyczna. Objaśnia się jej status jako emanację bogini Parwati, żony Śiwy lub emanację bogini Durgi. Cechą wyróżniającą Gauri jest jej skóra o złotym odcieniu. Jej imię stanowi pierwszą część nazwy himalajskiego szczytu Gauri Sankar (drugi człon nazwy to forma imienia Śiwy, jej małżonka).

## Recepcja postaci wśród grup bogiń
- Imię Gauri występuje na liście manifestacji bogini Durgi, np. w dziele Brahmawajwarttapurana[1] w grupie: Durga, Narajani, Iśani, Wisznumaja, Śiwa, Sati, Nitja, Satja, Bhagawati, Sarwani, Sarwamangala, Ambika, Waisznawi, Gauri

- W powiązaniu z boginią Durgą występuje również Mahagauri, w grupie bogiń Nawadurga

## Recepcja emanacji bogini
- Dzieło Rupamandana wylicza sześć emanacji Gauri. Są to boginie o imionach: Uma, Parwati, Śri, Rambha, Totala, Tripura[2]

- Więcej, bo aż dwanaście form Gauri znaleźć można na listach w dziełach Aparajitapriććha (XII w.) i Dewatamurtiprakaranam:Uma, Parwati, Gauri, Lalita, Sri, Kryszna, Hajmawanti, Rambha, Sawitri, Trikhanda, Totala, Tripura[3]

## Kult
Bogini Gauri przewodniczy grupie szesnastu ‘matek’ (matryki, Szodaśimatryka), przywoływanych w początkowej części Szodaśamatrykapudźi. Ceremonia ta praktykowana jest również współcześnie również wśród społeczności hinduistycznych Nepalu.